# Cessna 208
De Cessna 208, ook wel aangeduid als Cessna 208 Caravan, is een licht eenmotorig turboprop hoogdekker passagiers- en transportvliegtuig met een vast landingsgestel. De eerste vlucht was op 9 december 1982. 

## Ontwerp en historie
De Cessna 208, ontworpen in 1981 en geïntroduceerd in 1984, is een eenmotorig turboprop werkpaard dat voor veel verschillende doeleinden gebruikt kan worden. Het toestel wordt militair en civiel ingezet, zowel voor het vervoeren van vracht als passagiers. De 208 kan ook worden uitgerust met (amfibische) drijvers om op water te kunnen landen. Daarnaast is het vliegtuig, mits uitgerust met een speciale roldeur, geschikt voor het maken van parachutesprongen. Er zijn ook versies (alle 208B varianten) met optioneel onder de romp een extra plaats voor vracht (de z.g.n. cargo pod, zoals bij de hoofdafbeelding). In 2008 werd de Cessna 208 uitgerust met een Garmin G1000 glass cockpit systeem. De Caravan EX versie uit 2013 heeft betere prestaties door een krachtiger motor, de Pratt & Whitney Canada PT6A-140.

## Varianten
208 Caravan
Eerste productieversie met PT6A-114 turboprop. Geschikt voor 9 passagiers.
208A Cargomaster
Een volledige vrachtversie speciaal ontwikkeld voor Federall Express (FedEx). 40 toestellen geproduceerd.
208B Grand Caravan
Met 1,2 m verlengde 208, Oorspronkelijk ontwikkeld als vrachtversie. Maar als passagiersversie geschikt voor 11 passagiers.
208B Grand Caravan EX
208B versie met PT6A-140 turboprop met 867 pk. Heeft een 20 km hogere kruissnelheid en betere klimprestaties. 500 stuks van gebouwd.
208B Super Cargomaster
Speciaal voo FedEx gebouwde vrachtversie van de 208B. 260 stuks gebouwd.
U-27A
Aanduiding van de Cessna 208 van het Amerikaanse leger.
C-98
Aanduiding van de Cessna 208 van het Braziliaanse leger.

## Afbeeldingen

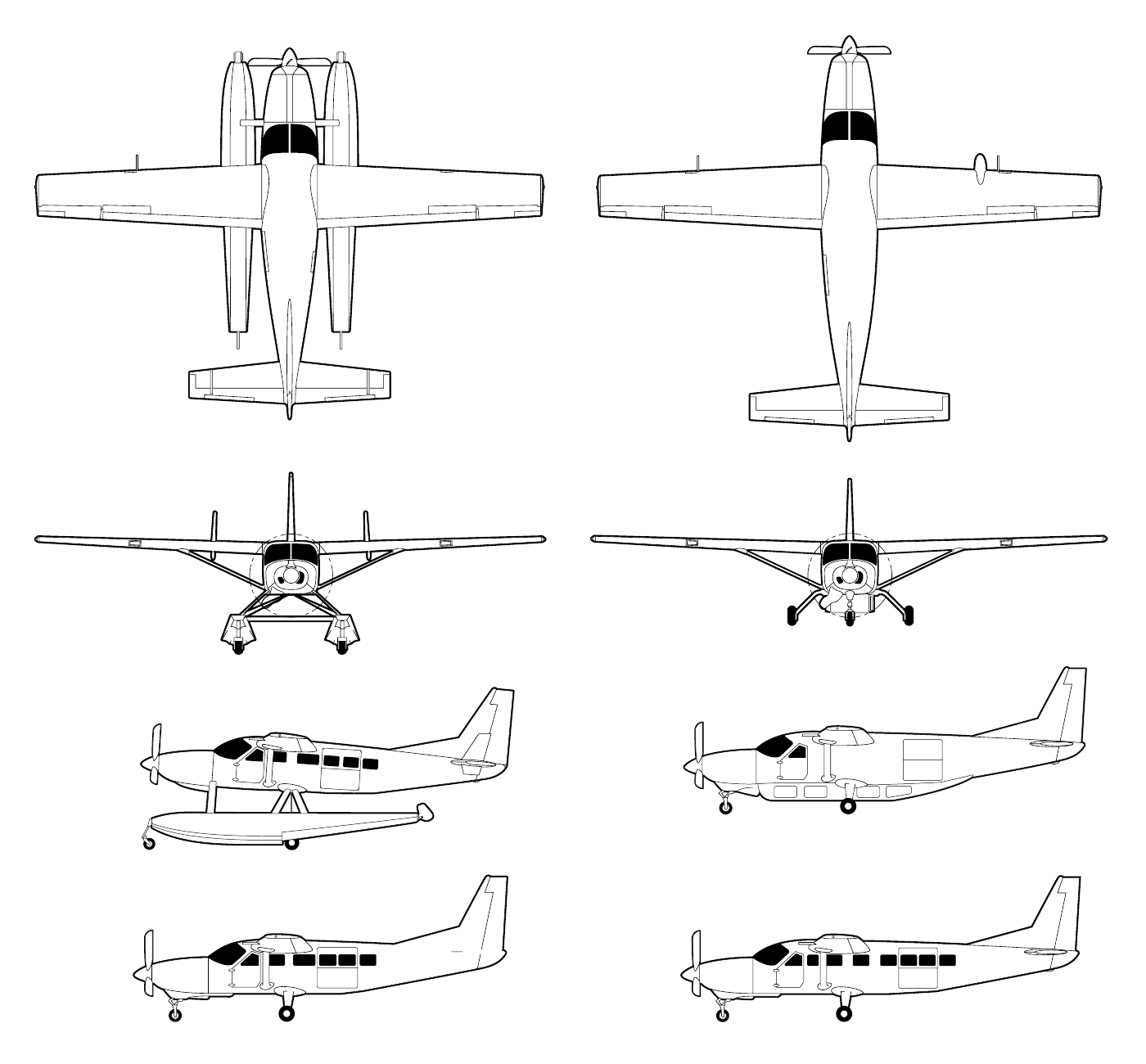
Cessna 208 Caravan
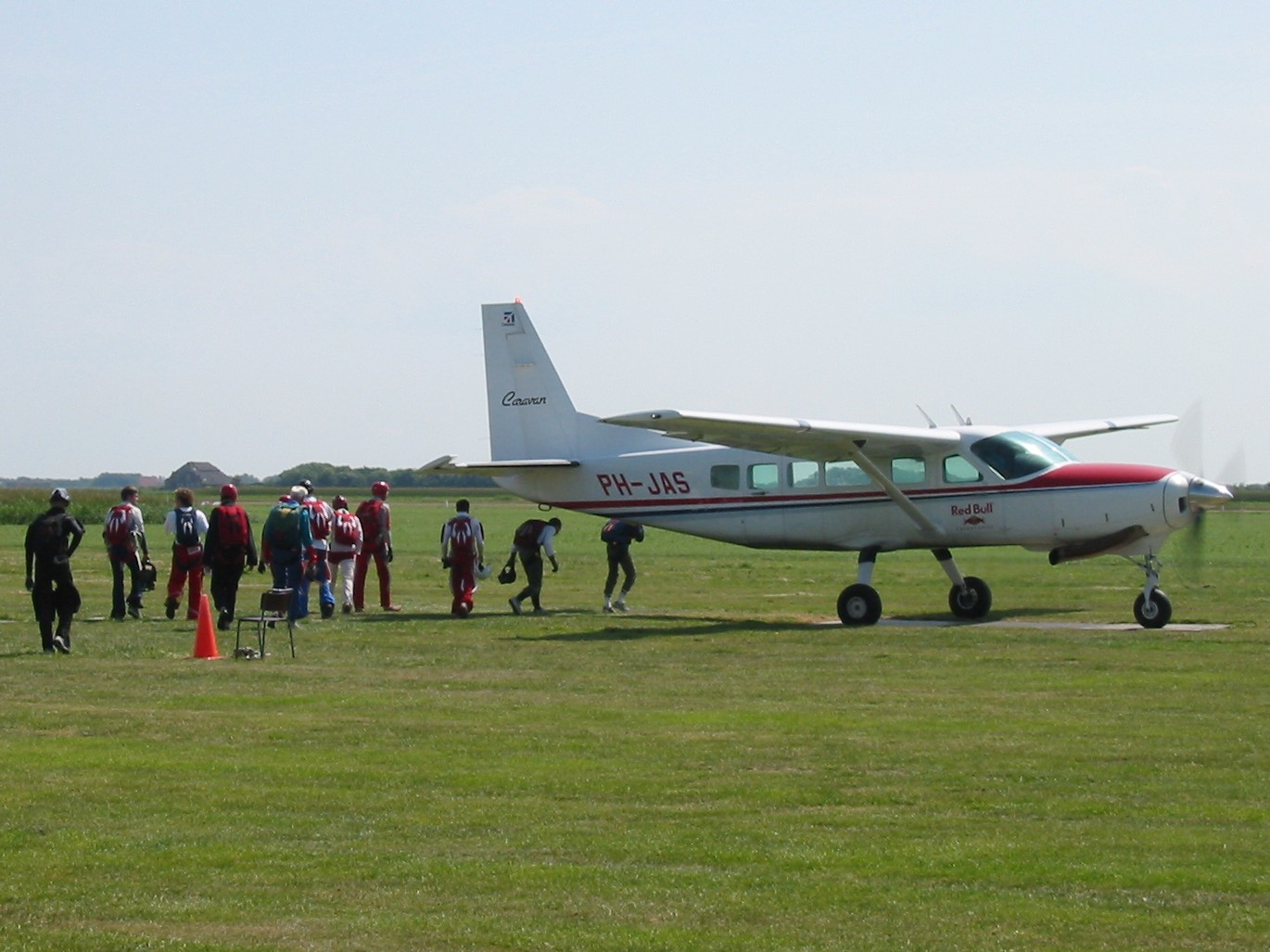
Parachutisten bij een 208 op Texel
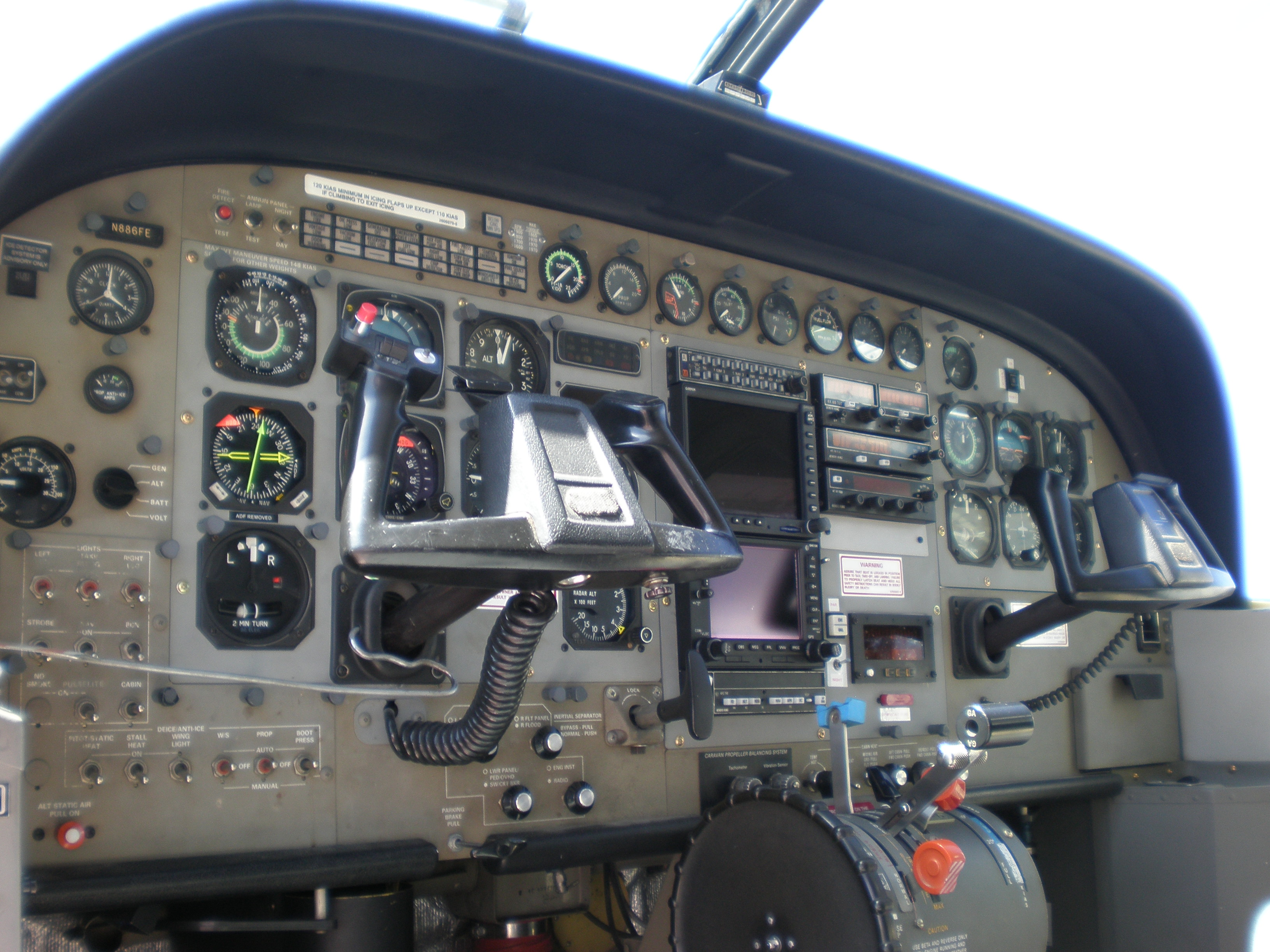
208B Grand Caravan-cockpit
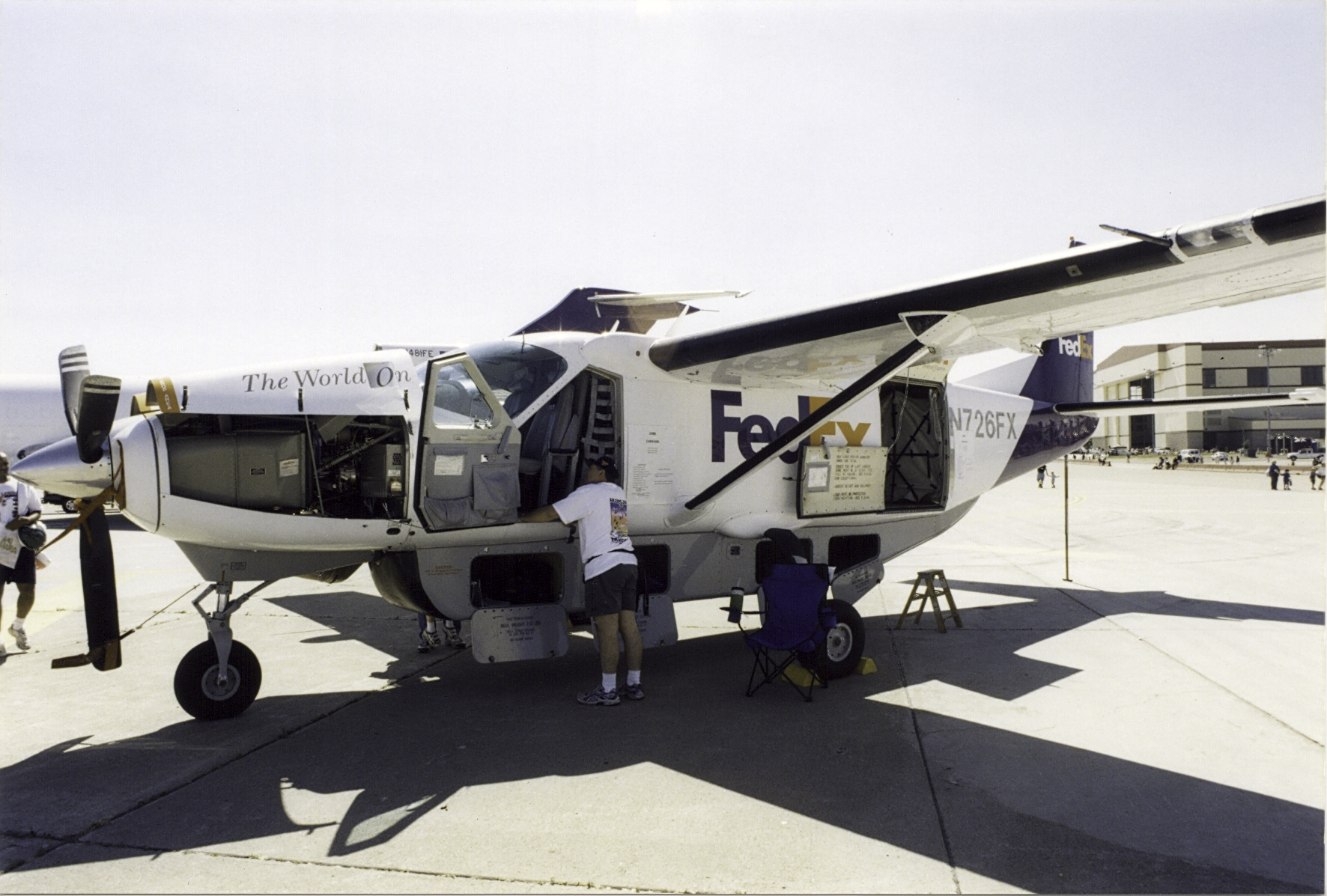
FedEx vrachtversie. Let op de ruime cargopod met 4 luiken onder de romp.